# Aphilopota scapularia
Aphilopota scapularia là một loài bướm đêm trong họ Geometridae.